# Une bonne fin
Une bonne fin  est une nouvelle de cinq pages d’Anton Tchekhov parue en 1887. 

## Historique
Une bonne fin est initialement publiée dans la revue russe Les Éclats, numéro 30, du 25 juillet 1887, sous le pseudonyme A.Tchekhonte. La nouvelle est aussi traduite en français sous le titre Une belle fin.

## Résumé
Le contrôleur Stychkine, un vieux garçon de cinquante deux ans, a fait venir chez lui Lioubov Grigorievna, une marieuse, pour lui trouver une femme. Il a une idée très précise du genre de femme qu'il désire épouser : il cherche un caractère avenant, mais pas forcément un physique ; il la désire ni riche, ni pauvre.
Finalement, il fait sa demande à la marieuse qui accepte.

## Extraits
La marieuse : "J'ai de la bonne marchandise, une Française et une Grecque. Elles valent la peine."

## Édition française
- Une bonne fin, traduit par Édouard Parayre, Bibliothèque de la Pléiade, Éditions Gallimard, 1970  (ISBN 2-07-010550-4)